# 86. п. н. е.

## Догађаји
- 1. март — Римски војсковођа Луције Корнелије Сула заузео Атину и свргнуо локалног тиранина кога је поставио понтски краљ Митридат VI Еупатор.
- Битка код Херонеје

## Смрти
- 13. јануар — Гај Марије, римски државник и војсковођа.